# Învățare mixtă
Învățarea mixtă reprezintă procesul încorporării a diverse stiluri de învățare, care se pot realiza prin intermediul resurselor fizice și virtuale mixte. Stilurile de învățare se referă la numeroasele modalități în care învață oamenii. Prin intermediul învățării mixte, acest lucru poate fi realizat prin crearea unei varietăți de sarcini de învățare și activități, utilizând tehnologia, instructorul și interacțiunea de tip "de la egal la egal".
Instructorul poate combina, de asemenea, două sau mai multe metode de livrare a instruirii. Un exemplu tipic de metodă de livrare a învățării mixte ar fi o combinație de materiale bazate pe tehnologie și sesiuni de tip față-în-față, utilizate împreună pentru a prezenta materia de predat. Un instructor poate începe un curs în sala de clasă, cu o lecție introductivă bine structurată, pentru ca apoi să continue cu materiale online. Termenul poate fi, de asemenea, aplicat integrării e-learning în sistemul de management al învățării (Learning Management System) cu ajutorul computerelor, într-o clasă fizică, simultan cu instruirea de tip față-în-față . Se sugerează ca orientarea să aibă loc la începutul procesului, pentru a fi putea fi atenuată pe măsură ce persoanele care învață câștigă expertiză (Kirschner, Clark și Sweller, 2006).
Rolul instructorului este critic, pentru că acest lucru necesită un proces de transformare a acestuia în facilitator al învățării. De multe ori, odată cu presiunea celor din generația "baby boomers" de a se întoarce la școală și de a-și continua educația în învățământul superior, competențele cerute pentru utilizarea tehnologiei se dovedesc a fi sunt limitate. Instructorul se găsește apoi în poziția de a asista mai degrabă elevii în utilizarea competențelor informatice și a aplicațiilor, accesarea internetului, și de a-i încuraja să fie cursanți independenți. Învățarea mixtă cere timp pentru ca atât instructorul cât și cel care învață să se poată adapta la acest concept relativ nou în furnizarea de instruire.

## Utilizarea curentă a termenului
Cum înalta tehnologie domină, în multe țări, învățarea mixtă se referă adesea, în special, la furnizarea sau utilizarea de resurse, care combină e-learning (electronicul), sau m-learning (mobilul), cu alte resurse educaționale. Unii ar putea pretinde că modalitățile cheie de învățare mixtă pot implica, de asemenea, e-mentoring (e-mentoratul) sau  e-tutoring (e-meditațiile). Aceste modalități au tendința de a combina o componentă de învățare electronică, cu o anumită formă de intervenție umană, deși implicarea unui e-mentor sau a unui e-profesor nu e nevoie să fie neapărat în contextul e-learning. E-mentoratul sau e-meditațiile pot fi furnizate și ca parte a unei modalități e-meditații sau e-mentorat "de sine stătătoare" ("neamestecate").
Cercetatorii Heinze și Procter au dezvoltat următoarea definiție pentru învățarea mixtă în învățământul superior:
Învățarea mixtă este învățarea care este facilitată prin combinarea eficientă a diferitelor moduri de livrare, a modelelor de predare și a stilurilor de învățare, și fondată pe o comunicare transparentă între toate părțile implicate întrun curs.</ cite> (Heinze, A. și C. Procter (2004). Reflecții privind utilizarea învățării mixte. Procedura pentru Conferința "Educație în cadrul unui mediu în schimbare", Universitatea din Salford, Salford, Unitatea de Dezvoltare a Educației, disponibil on-line: )
Unele dintre avantajele învățării mixte includ: eficiența costurilor, atât pentru instituția de învățământ acreditată, cât și pentru cursant, accesul la o educație postliceală, și flexibilitatea în programarea și stabilirea orarelor de lucru a cursurilor. Unele dintre dezavantaje pot include: lipsa accesului la calculator și internet, cunoștințele limitate de utilizare a tehnologiei, abilitățile de studiu, probleme similare unor persoane care ar intra într-o instituție de învățământ fizic.
De asemenea, trebuie remarcat faptul că unii autori vorbesc despre "învățare hibridă" (acest termen pare a fi mai frecvent în sursele nord americane), sau despre "învățare mixtă". Cu toate acestea, toate aceste concepte se referă în linii mari la integrare ("amestec") de instrumente și tehnici e-learning.

## Sisteme și proiecte de învățare mixtă
Programul Socrates al Uniunii Europene finanțează în prezent dezvoltarea de cursuri de învățare mixtă în nouă limbi europene mai puțin vorbite. Proiectele de dezvoltare sunt: Instrumentul pentru învățarea limbilor străine online și offline TOOL Arhivat în 5 decembrie 2008, la Wayback Machine., coordonat de Fundația EuroEd, Iași, România și Învățarea autonomă a limbilor străine  ALL Arhivat în 21 august 2008, la Wayback Machine. coordonat de CNAI, Pamplona, Spania.
Fiecare proiect dezvoltă programe de învățare mixtă, la nivelul "Waystage" A2, în conformitate cu descriptorii de competență definiți în CECR (Cadrul European Comun de Referință).
ALL: română, turcă, lituaniană, bulgară.
TOOL: slovenă, olandeză, maghiară, estonă, malteză.
Dezvoltarea este importantă în ceea ce privește dimensiunea și domeniul de aplicare și faptul că acestea pot fi chiar  primele cursuri de învățare mixtă disponibile în aceste limbi și reprezintă o evoluție pentru aplicarea tehnicilor modernde de comunicare pentru învățarea limbilor străine în aceste limbi.
Cursurile sunt efectuate de o echipa de dezvoltare, formată din câteva instituții partenere, din fiecare țară. Aceste instituții includ universități finanțate public și privat, furnizori privați de învățare de limbi străine, plus specialiști în consultanță.
În afara sectorului academic, învățarea mixtă este folosită în companii private, posibil din cauza cost-beneficiilor înregistrate față de metodele tradiționale de instruire, deși nu există studii care să demonstreze economii de cost clare. Una dintre cele mai vechi oferte comerciale în acest domeniu a venit de la Virtual College, care a produs un sistem național de calificări profesionale de învățare mixtă, la începutul anului 1995.
Willow este o altă platformă pentru crearea de cursuri de învățare mixtă Willow
Nvolve: http://www.nvolve.net este o abordare care îmbină tehnologiile utilizate in clasă, cu cele online și mobile.